# 20.ª etapa del Tour de Francia 2020
La 20.ª etapa del Tour de Francia 2020 tuvo lugar el 19 de septiembre de 2020 entre Lure y La Planche des Belles Filles sobre un recorrido de 36,2 km y fue ganada por el esloveno Tadej Pogačar del equipo UAE Emirates que, a su vez, se convirtió en el nuevo líder de la prueba a tan solo un día para su finalización.

## Clasificación de la etapa
| \| Clasificación de la etapa \| Clasificación de la etapa \| Clasificación de la etapa \| Clasificación de la etapa \| Clasificación de la etapa \| \| Ciclista \| Ciclista \| Equipo \| Tiempo \| \| \| ------------------------- \| ------------------------- \| ------------------------- \| ------------------------- \| ------------------------- \| \| 1.º \| Tadej Pogačar \| UAE Team Emirates \| 55 min 55 s \| \| \| 2.º \| Tom Dumoulin \| Jumbo-Visma \| + 1 min 21 s \| \| \| 3.º \| Richie Porte \| Trek-Segafredo \| + 1 min 21 s \| \| \| 4.º \| Wout van Aert \| Jumbo-Visma \| + 1 min 31 s \| \| \| 5.º \| Primož Roglič \| Jumbo-Visma \| + 1 min 56 s \| \| \| 6.º \| Rémi Cavagna \| Deceuninck-Quick Step \| + 1 min 59 s \| \| \| 7.º \| Damiano Caruso \| Bahrain McLaren \| + 2 min 29 s \| \| \| 8.º \| David de la Cruz \| UAE Team Emirates \| + 2 min 40 s \| \| \| 9.º \| Enric Mas \| Movistar Team \| + 2 min 45 s \| \| \| 10.º \| Rigoberto Urán \| EF Pro Cycling \| + 2 min 54 s \| \| |                  |                       |              |
| |                  |                       |              |
| Fuente: ProCyclingStats |                  |                       |              |
| Clasificación de la etapa |                  |                       |              |
| Ciclista | Ciclista         | Equipo                | Tiempo       |
| 1.º | Tadej Pogačar    | UAE Team Emirates     | 55 min 55 s  |
| 2.º | Tom Dumoulin     | Jumbo-Visma           | + 1 min 21 s |
| 3.º | Richie Porte     | Trek-Segafredo        | + 1 min 21 s |
| 4.º | Wout van Aert    | Jumbo-Visma           | + 1 min 31 s |
| 5.º | Primož Roglič    | Jumbo-Visma           | + 1 min 56 s |
| 6.º | Rémi Cavagna     | Deceuninck-Quick Step | + 1 min 59 s |
| 7.º | Damiano Caruso   | Bahrain McLaren       | + 2 min 29 s |
| 8.º | David de la Cruz | UAE Team Emirates     | + 2 min 40 s |
| 9.º | Enric Mas        | Movistar Team         | + 2 min 45 s |
| 10.º | Rigoberto Urán   | EF Pro Cycling        | + 2 min 54 s |

## Clasificaciones al final de la etapa

### Clasificación general(Maillot Jaune)
| \| Clasificación general \| Clasificación general \| Clasificación general \| Clasificación general \| Clasificación general \| \| Ciclista \| Ciclista \| Equipo \| Tiempo \| \| \| --------------------- \| --------------------- \| --------------------- \| --------------------- \| --------------------- \| \| 1.º \| Tadej Pogačar \| UAE Team Emirates \| 84 h 26 min 33 s \| \| \| 2.º \| Primož Roglič \| Jumbo-Visma \| + 59 s \| \| \| 3.º \| Richie Porte \| Trek-Segafredo \| + 3 min 30 s \| \| \| 4.º \| Mikel Landa \| Bahrain McLaren \| + 5 min 58 s \| \| \| 5.º \| Enric Mas \| Movistar Team \| + 6 min 07 s \| \| \| 6.º \| Miguel Ángel López \| Astana \| + 6 min 47 s \| \| \| 7.º \| Tom Dumoulin \| Jumbo-Visma \| + 7 min 48 s \| \| \| 8.º \| Rigoberto Urán \| EF Pro Cycling \| + 8 min 02 s \| \| \| 9.º \| Adam Yates \| Mitchelton-Scott \| + 9 min 25 s \| \| \| 10.º \| Damiano Caruso \| Bahrain McLaren \| + 14 min 03 s \| \| |                    |                   |                  |
| |                    |                   |                  |
| Fuente: ProCyclingStats |                    |                   |                  |
| Clasificación general |                    |                   |                  |
| Ciclista | Ciclista           | Equipo            | Tiempo           |
| 1.º | Tadej Pogačar      | UAE Team Emirates | 84 h 26 min 33 s |
| 2.º | Primož Roglič      | Jumbo-Visma       | + 59 s           |
| 3.º | Richie Porte       | Trek-Segafredo    | + 3 min 30 s     |
| 4.º | Mikel Landa        | Bahrain McLaren   | + 5 min 58 s     |
| 5.º | Enric Mas          | Movistar Team     | + 6 min 07 s     |
| 6.º | Miguel Ángel López | Astana            | + 6 min 47 s     |
| 7.º | Tom Dumoulin       | Jumbo-Visma       | + 7 min 48 s     |
| 8.º | Rigoberto Urán     | EF Pro Cycling    | + 8 min 02 s     |
| 9.º | Adam Yates         | Mitchelton-Scott  | + 9 min 25 s     |
| 10.º | Damiano Caruso     | Bahrain McLaren   | + 14 min 03 s    |

### Clasificación por puntos(Maillot Vert)
| Clasificación por puntos | Clasificación por puntos | Clasificación por puntos         | Clasificación por puntos | Clasificación por puntos |
| Ciclista                 | Ciclista                 | Equipo                           | Puntos                   |                          |
| ------------------------ | ------------------------ | -------------------------------- | ------------------------ | ------------------------ |
| 1.º                      | Sam Bennett              | Deceuninck-Quick Step            | 319 pts                  |                          |
| 2.º                      | Peter Sagan              | Bora-Hansgrohe                   | 264 pts                  |                          |
| 3.º                      | Matteo Trentin           | CCC Team                         | 250 pts                  |                          |
| 4.º                      | Bryan Coquard            | B&B Hotels-Vital Concept p/b KTM | 173 pts                  |                          |
| 5.º                      | Wout van Aert            | Jumbo-Visma                      | 160 pts                  |                          |
| 6.º                      | Caleb Ewan               | Lotto-Soudal                     | 158 pts                  |                          |
| 7.º                      | Julian Alaphilippe       | Deceuninck-Quick Step            | 150 pts                  |                          |
| 8.º                      | Tadej Pogačar            | UAE Team Emirates                | 143 pts                  |                          |
| 9.º                      | Søren Kragh Andersen     | Team Sunweb                      | 138 pts                  |                          |
| 10.º                     | Michael Mørkøv           | Deceuninck-Quick Step            | 129 pts                  |                          |

### Clasificación de la montaña(Maillot à Pois Rouges)
| Clasificación de la montaña | Clasificación de la montaña | Clasificación de la montaña      | Clasificación de la montaña | Clasificación de la montaña |
| Ciclista                    | Ciclista                    | Equipo                           | Puntos                      |                             |
| --------------------------- | --------------------------- | -------------------------------- | --------------------------- | --------------------------- |
| 1.º                         | Tadej Pogačar               | UAE Team Emirates                | 82 pts                      |                             |
| 2.º                         | Richard Carapaz             | Ineos Grenadiers                 | 74 pts                      |                             |
| 3.º                         | Primož Roglič               | Jumbo-Visma                      | 67 pts                      |                             |
| 4.º                         | Marc Hirschi                | Team Sunweb                      | 62 pts                      |                             |
| 5.º                         | Miguel Ángel López          | Astana                           | 51 pts                      |                             |
| 6.º                         | Benoît Cosnefroy            | AG2R La Mondiale                 | 36 pts                      |                             |
| 7.º                         | Pierre Rolland              | B&B Hotels-Vital Concept p/b KTM | 36 pts                      |                             |
| 8.º                         | Richie Porte                | Trek-Segafredo                   | 36 pts                      |                             |
| 9.º                         | Nans Peters                 | AG2R La Mondiale                 | 32 pts                      |                             |
| 10.º                        | Lennard Kämna               | Bora-Hansgrohe                   | 27 pts                      |                             |

### Clasificación del mejor joven(Maillot Blanc)
| Clasificación del mejor joven | Clasificación del mejor joven | Clasificación del mejor joven | Clasificación del mejor joven | Clasificación del mejor joven |
| Ciclista                      | Ciclista                      | Equipo                        | Tiempo                        |                               |
| ----------------------------- | ----------------------------- | ----------------------------- | ----------------------------- | ----------------------------- |
| 1.º                           | Tadej Pogačar                 | UAE Team Emirates             | 84 h 26 min 33 s              |                               |
| 2.º                           | Enric Mas                     | Movistar Team                 | + 6 min 07 s                  |                               |
| 3.º                           | Valentin Madouas              | Groupama-FDJ                  | + 1 h 42 min 22 s             |                               |
| 4.º                           | Daniel Felipe Martínez        | EF Pro Cycling                | + 1 h 54 min 51 s             |                               |
| 5.º                           | Lennard Kämna                 | Bora-Hansgrohe                | + 2 h 14 min 33 s             |                               |
| 6.º                           | Harold Tejada                 | Astana                        | + 2 h 36 min 41 s             |                               |
| 7.º                           | Niklas Eg                     | Trek-Segafredo                | + 2 h 49 min 43 s             |                               |
| 8.º                           | Marc Hirschi                  | Team Sunweb                   | + 2 h 51 min 29 s             |                               |
| 9.º                           | Neilson Powless               | EF Pro Cycling                | + 3 h 02 min 48 s             |                               |
| 10.º                          | Pavel Sivakov                 | Ineos Grenadiers              | + 4 h 13 min 09 s             |                               |

### Clasificación por equipos(Classement par Équipe)
| Clasificación por equipos | Clasificación por equipos | Clasificación por equipos | Clasificación por equipos |
| Equipo                    | Equipo                    | Tiempo                    |                           |
| ------------------------- | ------------------------- | ------------------------- | ------------------------- |
| 1.º                       | Movistar Team             | 253 h 34 min 22 s         |                           |
| 2.º                       | Jumbo-Visma               | + 18 min 31 s             |                           |
| 3.º                       | Bahrain McLaren           | + 57 min 10 s             |                           |
| 4.º                       | EF Pro Cycling            | + 1 h 16 min 43 s         |                           |
| 5.º                       | Ineos Grenadiers          | + 1 h 30 min 58 s         |                           |
| 6.º                       | Trek-Segafredo            | + 1 h 39 min 39 s         |                           |
| 7.º                       | Astana                    | + 1 h 47 min 15 s         |                           |
| 8.º                       | AG2R La Mondiale          | + 2 h 58 min 26 s         |                           |
| 9.º                       | UAE Team Emirates         | + 3 h 06 min 46 s         |                           |
| 10.º                      | Mitchelton-Scott          | + 3 h 25 min 10 s         |                           |

## Abandonos
Ninguno.